# 交響曲第53番 (ハイドン)
交響曲第53番 ニ長調 Hob. I.53 は、フランツ・ヨーゼフ・ハイドンが1778年から1779年頃に作曲した交響曲。『帝国』（仏: L'Impériale）の愛称で知られ、ハイドンの1770年代後半の交響曲としてはもっとも有名な作品である。

## 概要
自筆楽譜は残っていないが、第1版の最終楽章プレストが1777年に作曲されたニ長調の序曲（Hob. Ia:7、H.C.ロビンス・ランドンのいう「B」）の転用であることから、1778年から1779年頃に作曲されたと考えられる。したがって、「第53番」という若い番号にもかかわらず、実際には第70番あたりと同じ頃の作品である。
1776年にエステルハーザに新しいオペラ劇場が落成し、ハイドンは劇場の音楽監督としての仕事が忙しくなったため、交響曲の作曲は少なくなった。また、この頃の交響曲には劇音楽の影響によって新しい傾向が見える。
しかし、1779年11月18日にエステルハーザのオペラ劇場が火災によって焼失し、多くの楽譜が失われた。曲目不足を補うためにハイドンはウィーンから自作の筆写楽譜を購入して多数のパスティッチョを作成した。このときに作られた曲のひとつに本作の第2版があり、序奏が加えられ、ティンパニが追加された。1780年頃の第3版では最終楽章が「カプリッチョ」と書かれた新たな曲（ランドンのいう「A」）に差し替えられた。もとのプレストの最終楽章は第62番の第1楽章に転用された。第3版がハイドンによる最終的な版であり、エステルハージ・アルヒーフにある唯一の版でもある。
なお、ランドンが「C」と呼んだ3つめの最終楽章は、ランドン本人が断っているように真作とは認め難い。
本作はハイドンの交響曲の中でおそらくもっとも有名になり、いろいろな出版社から多彩な編成で編曲・出版された。ロンドンでは有名なバッハ＝アーベル・コンサートの1781年の曲目として取り上げられた（このコンサートは翌年のヨハン・クリスティアン・バッハの死によって最終回になった）。

### 愛称の由来
『帝国』という愛称は、1840年のアロイス・フックスによる「ハイドン作品主題目録」に現れるが、なぜこのように呼ばれるかはわかっていない。ランドンはマリア・テレジアの愛好曲だったことと関係があるかもしれないと推測している。

## 編成
フルート1、オーボエ2、ファゴット1、ホルン2、ティンパニ、弦五部。
第2版までの最終楽章は他の楽章と編成が異なってフルートがなく、ファゴットが2本ある。

## 曲の構成
全4楽章、演奏時間は約25分。
- 第1楽章 ラルゴ・マエストーソ - ヴィヴァーチェ
ニ長調、4分の3拍子 - 2分の2拍子、ソナタ形式。

緩やかな堂々とした序奏で開始される。主部は2分の2拍子で、ホルンとチェロで分散和音の第1主題が奏され、第1ヴァイオリンがそれに答える。この主題は展開の要素を十分にもっており、それが大規模なソナタ形式を形成することを可能にしている。

- 第2楽章 アンダンテ
イ長調 - イ短調、4分の2拍子、変奏曲形式。

イ長調とイ短調の民謡風の2つの主題が順に変奏される複合変奏曲である。非常に素朴でわかりやすい主題は実際の当時の俗謡を使ったともいうが、ハイドン自身が俗謡風に書いた可能性も高い[1][3]。

- 第3楽章 メヌエット - トリオ
ニ長調、4分の3拍子。
普通の明るいメヌエットだが、中間部でフェルマータに続いて管楽器の伸ばしによる美しい部分がある。トリオはフルートと弦楽器のみによる。

- 第4楽章 フィナーレ：カプリッチョ：モデラート
ニ長調、2分の2拍子、三部形式。
ヴァイオリンで流れるような主題が演奏される。中間部は短調に転じる。最後から3小節めにティンパニが他の楽器より2拍早く現れる（第1版の第4楽章については「交響曲第62番 (ハイドン)」を参照）。